# 5e base de soutien du matériel
Ne doit pas être confondu avec 5e régiment du matériel.
La 5e base de soutien du matériel (5e BSMAT) est une unité de l'Armée de terre française. 
Avant sa dissolution, elle était subordonnée au Service de la maintenance industrielle terrestre.

## Création et différentes dénominations
- 1er juillet 1999 : création de la 16e base de soutien du matériel ;
- 1er juillet 2005 : prend l’appellation de 5e bataillon du matériel ;
- 1er juillet 2011 : devient la 5e base de soutien du matériel ;
- 1er juillet 2017 : dissolution.

## Historique
La 16e base de soutien du matériel est créée le 1er juillet 1999 à partir de l'établissement du matériel (ETAMAT) - ancien établissement régional du matériel (ERM) - de Toulon.
Elle devient le 5e bataillon du matériel le 1er juillet 2005 puis la 5e base de soutien du matériel le 1er juillet 2011.
La 5e BSMAT était implantée à Draguignan et disposait de détachements à Canjuers et Carpiagne.
Elle est dissoute le 1er juillet 2017. Ses effectifs passent sous le commandement du 4e régiment du matériel de Nîmes.